# Recz
Recz (en allemand : Reetz) est une ville de la voïvodie de Poméranie occidentale, dans le nord-ouest de la Pologne. Elle est le siège de la gmina de Recz, dans le powiat de Choszczno.

## Histoire
De 1815 à 1945, Reetz fait partie de l'arrondissement d'Arnswalde dans le district de Francfort au sein de la province de Brandebourg.